# Cyanidvergiftung
Cyanidvergiftungen bei Menschen sind seltene Ereignisse. Die Entwicklung verläuft rasch progredient und lässt wenig Zeit für Diagnostik und Behandlung. Oft kommt auch jede Hilfe zu spät. Nachträgliche Reportagen sind nicht immer authentisch. Die nachfolgenden Ausführungen stützen sich daher ausschließlich auf Originalpublikationen aus Forschung und Klinik zu diesem Thema.

## Chemie und Toxikologie der Blausäure
Blausäure (HCN) ist eine farblose Flüssigkeit, die bei 26 °C siedet und nach Bittermandel riecht. Der spezifische Geruch wird aber nicht von allen Menschen wahrgenommen. Der Säuregrad in wässriger Lösung ist gering (pK-Wert = 9,3). Im physiologischen pH-Milieu des menschlichen Körpers liegt Blausäure daher vorwiegend als undissoziierte HCN vor. Die Salze der Blausäure heißen Cyanide. Das bekannteste ist das Kaliumcyanid (KCN), auch Cyankali genannt.
Blausäure kann über die Schleimhäute des Nahrungstraktes, über die Atemwege und die Lungen wie auch über die äußere Haut sehr schnell in die Körpergewebe gelangen. Im Inneren der Zellen dringt sie in die Mitochondrien ein, bindet dort an das Eisenatom der Cytochrom-c-Oxidase und blockiert so die Zellatmung. Dadurch wird die Atmungskette unterbrochen, was zur „inneren Erstickung“ führt.

## Vorkommen in der Natur; Verwendung in der Chemie und Pharmazie
Gebunden an organische Naturstoffe kommt Blausäure verbreitet in Pflanzen vor. Bekannte Beispiele sind die Glykoside Amygdalin in Bitteren Mandeln und Linustatin in Leinsamen. Das Aufkommen solcher „cyanogenen“ Sekundärstoffe in der Pflanzenwelt hat im Zuge der Evolution offenbar biochemische Schutzmechanismen in der Tierwelt nach sich gezogen. In diesem Sinne lässt sich erklären, dass Menschen und höhere Tiere mit einem speziellen Enzymsystem ausgerüstet sind, das Blausäure schnell in das nur ein Hundertstel so giftige Thiocyanat umwandeln kann. Letzteres gilt aber nur für kleinere Mengen von HCN, wie sie typischerweise mit pflanzlicher Kost aufgenommen werden können.
Im Bereich industrieller Synthetika geht es dagegen in der Regel um viel größere Mengen. Blausäure, deren Alkalisalze, Alkylverbindungen (Nitrile) und Additionsprodukte (Cyanhydrine) sind wichtige Rohstoffe in der chemischen Industrie. Bei Chemieunfällen geht die Gefahr vor allem von der Einatmung gasförmiger Blausäure aus. Bei der Explosion eines Gefahrgutlagers am 12. August 2015 in der chinesischen Hafenstadt Tianjin sind möglicherweise 173 Menschen derart an Blausäurevergiftungen ums Leben gekommen.
Ein wichtiges Arzneimittel, nämlich Natriumnitroprussid (NNP), besteht zu 44 % seiner Molmasse aus Cyanid-Ionen. Diese werden nach intravenöser Infusion im Körper freigesetzt. Im Rahmen der therapeutischen Anwendung von NNP sind wesentliche Erkenntnisse zur Giftwirkung und Entgiftung der Blausäure am Menschen gesammelt worden.

## Messung der Blausäure im Körper
Untersuchungen zur Toxizität, zur Quantifizierung des Risikos, wie auch zur Entwicklung von Methoden der Vorbeugung und Behandlung von Vergiftungen sind eng mit der Messung der Blausäurekonzentrationen im Körper verknüpft. Als Probenmaterial können aufbereitete Körpergewebe dienen. Häufiger wird aber von Blutproben ausgegangen. Die Blausäure ist darin zu 98–99 % in den Erythrozyten und nur zu 1–2 % im Blutplasma enthalten. Zwischen Erythrozyten und Plasma und von letzterem weiter zu den toxischen Wirkorten in den Geweben, bestehen Sättigungsgleichgewichte. Zuverlässige Messergebnisse bekommt man aus dem Konzentrat der Erythrozyten, in denen das Cyanid gebunden an Methämoglobin vorliegt.
Ein bekanntes analytisches Verfahren wurde 1953 publiziert und danach von weiteren Autoren fortentwickelt. Der Methode liegt folgendes Prinzip zugrunde: Das gebundene Cyanid wird aus dem Erythrozyten-Hämolysat mit 4 n Schwefelsäure im Luftstrom als Blausäure in eine Vorlage aus 0,05 n Natronlauge übergetrieben. In gepufferter Lösung setzt es sich quantitativ mit elementarem Chlor (aus Chloramin T) in Chlorcyan um. Letzteres reagiert mit einem Pyridin-Barbitursäure-Mischreagenz unter Bildung eines Polymethinfarbstoffes, dessen Extinktion photometrisch bei 578 nm gemessen wird. Die Konzentrationen wird meist in Mikromol Cyanid pro Liter (µmol/L; 1 µmol = 27 µg HCN) Erythrozytenkonzentrat angegeben. Die Nachweisgrenze liegt bei 0,5–1 µmol/L, was dem physiologischen Cyanid-Spiegel im menschlichen Blut entspricht. Das Messverfahren steht aber nur in Speziallaboren zur Verfügung. Versand-Proben müssen dafür speziell präpariert werden.

## Grenzwerte der physiologischen Blausäure-Entgiftung beim Menschen
Die endogene Entgiftung der Blausäure erfolgt im Körper mittels des in den Mitochondrien der Zellen lokalisierten Enzyms Rhodanase (Thiosulfat: Cyanid: Schwefel Transferase; EC 2.8.1.1). Die Blausäure wird dabei mit Thiosulfat umgewandelt in das nur etwa ein Hundertstel so toxische Thiocyanat. Das Enzym ist in fast allen Körpergeweben in großem Überschuss enthalten. Limitierend ist die Menge des im Körper enthaltenen Enzym-Substrates Thiosulfat, weshalb die physiologische Entgiftung einer Kinetik 0. Ordnung folgt. Thiosulfat wird nach oraler Zufuhr im Darm nicht resorbiert, sondern wird im Körper selbst aus schwefelhaltigen Aminosäuren gebildet.
Zur Einschätzung der physiologischen Entgiftungskapazität nahm ein Proband in getrennten Versuchen jeweils am Morgen nüchtern 3 - 6 - 12 mg Kaliumcyanid ein, entsprechend 1,2 - 2,4 - 4,8 mg daraus freigesetzter Blausäure. Die Gipfelwerte der Blausäurekonzentration in den Erythrozyten wurden bereits 10 bis 20 Minuten nach der Einnahme erreicht. Sie betrugen 1 - 6 - 21 µmol/L. Die fehlende Proportionalität der Maximalkonzentrationen zwischen den 3 Dosierungen ist im Sinne der Sättigungskinetik zu werten. Der vollständige Abbau von 2,4 mg HCN erfolgte in etwa 30 min, derjenige von 4,8 mg HCN in etwa 90 min. Unter Berücksichtigung des Körpergewichtes errechnete sich daraus eine lineare Entgiftung von 0,8–1,2 µg HCN/kg/min. Diese Kapazität hatte ausgereicht, um in 1. Versuch 1,2 mg HCN innerhalb der Resorptionszeit von 15 min vollständig abzubauen, weshalb es zu keinem Anstieg im Blut kam.
Im Rahmen therapeutischer Infusionen von NNP zwecks Behandlung hypertoner Blutdruckkrisen wurden bei 51 Patienten zu den Zeitpunkten 0 - 30 - 60 - 120 und 180 min nach Beginn der Infusion HCN-Messungen im Blut vorgenommen. Die Werte nach 180 min wurden mit den mittleren Dosisströmen korreliert. Bei 25 Patienten mit Dosisströmen von weniger als 120 µg NNP/min/Patient (entsprechend der Zufuhr von maximal etwa 53 µg HCN/min/Patient) blieben die HCN-Spiegel unter 10 µmol/L. Bei 26 Patienten mit Dosisströmen von 120–450 µg/min stiegen die HCN-Spiegel dosisproportional bis auf Werte von etwa 130 µmol/L an. Bei fiktiven mittleren Körpergewichten der Patienten von 70 kg würde sich aus dem Schwellenwert bei 120 µg/min NNP eine maximale Kapazität der Entgiftung von etwa 0,8 µg HCN/kg/min errechnen.
Im Rahmen therapeutischer Infusionen von NNP zwecks kontrollierter Hypotension bei chirurgischen Eingriffen wurden bei 52 Patienten zu Beginn und im Verlauf mehrfach Blutproben zwecks HCN-Messung entnommen. Unter Berücksichtigung des individuellen Körpergewichtes wurden die Werte nach 80 min mit den mittleren Dosisströmen korreliert. Bei 17 Patienten mit Dosisströmen von weniger als 2 µg/kg/min blieben die HCN-Spiegel unter 10 µmol/L. Bei 35 Patienten mit Dosisströmen von 2–7 µg/kg/min stiegen die HCN-Spiegel dosisproportional bis auf Werte von etwa 100 µmol/L an. Multipliziert man den Grenzwert von 2 µg/kg/min mit 0,44 (Cyanid-Anteil in NNP) errechnet sich wiederum eine maximale Entgiftungskapazität von etwa 0,8 µg HCN/kg/min.

## Besonderheiten bei der Blausäureresorption aus pflanzlichen Produkten
Bei der Resorption von Blausäure aus „cyanogenen“ pflanzlichen Produkten sind Unterschiede zu beachten, wie mit nachfolgenden Untersuchungen gezeigt wurde: 100 g Leinsamen wie auch etwa 50 Bittermandeln enthalten in glykosidischer Bindung 30–50 mg Blausäure. Nach der Einnahme von 30 g beziehungsweise 100 g Leinsamen im Einzelversuch, sowie von 30 g von 10 weiteren Probanden, überschritten die Cyanidspiegel in den Erythrozyten dennoch nie den physiologischen Normbereich von 1–2 µmol/L. Daraus wurde geschlossen, dass die HCN-Resorption aus dem Linustatin des Leinsamens entweder nur in begrenztem Umfang oder aber so verzögert erfolgt, dass die physiologische Entgiftung mit der Anflutung Schritt halten kann. Letztere Auslegung fand Unterstützung durch Daten, die bei einer zusätzlichen Studie zur Ausscheidungsbilanz des Cyanid-Entgiftungsproduktes Thiocyanat ermittelt wurden. 5 Probanden nahmen über den Zeitraum von 5 Wochen 3 × 15 g Leinsamen täglich ein. Die Tagesausscheidungen von Thiocyanat mit dem Urin stiegen darunter gegenüber den Basiswerten im Mittel um 384 µmol/24 h an. Bezogen auf die mit dem Leinsamenpräparat zugeführte Menge entsprach das einem „Cyanid-Resorptions-Äquivalent“ von 77 %.
Das deutsche Bundesinstitut für Risikobewertung (BfR) fand bei einer erweiterten Studie mit 12 Probanden nach der Einnahme von 30 g Leinsamen auch im Blut Maximalwerte im Mittel von etwa 5 µmol/L und nach 100 g sogar von 40 µmol/L. Bei der Einnahme gleicher Cyanid-Äquivalente (6,8 mg) von Cassava und Kernen von Bitteren Aprikosen war der Anstieg der Blutspiegel nach der Einnahme von Leinsamen jedoch verringert und verzögert (Cassava vs. Aprikosenkerne vs. Leinsamen bei c-max. 19,5 vs. 15,4 vs. 6,5 µmol/L, bei t-max 30 vs. 15 vs. 60 min).
Nach der Einnahme von 10 zerkauten Bittermandeln blieben die Blutspiegel in der erstgenannten Studie zwar ebenfalls noch im Normbereich. Nach dem Verzehr von 50 Bittermandeln mit Blut-Messproben zu den Zeitpunkten 10 - 20 - 30 - 60 - 90 -120 min und 5 h p. a. wurde dagegen 90 Minuten nach der Zufuhr ein Gipfelwert von 160 µmol/L erreicht. Die Ergebnisse der Laboranalysen lagen in diesem Falle etwa 6 Stunden nach der Einnahme vor. Der Wert bei 5 h p. a. betrug immer noch 110 µmol/L. Aus Sicherheitsgründen wurde daher 1 g Natriumthiosulfat i. v. injiziert, worauf die Werte innerhalb 1 Stunde unter 20 µmol/L und nach einer weiteren Stunde in den Normbereich von 1 µmol/L abfielen.

## Symptome der Vergiftung
Die 50 Bittermandeln in dem vorangehend berichteten Experiment wurden von einem Arzt im Selbstversuch in frühen Morgenstunden nach einem Nachtdienst auf einer Intensivstation verzehrt. In den Folgestunden fanden wie üblich noch die Übergabevisiten an den Tagdienst statt. Der Proband war in dieser Zeit voll belastbar und spürte außer leichter Atemnot (Dyspnoe) und geringgradigem Beklemmungsgefühl im Brustkorb (thorakaler Beklemmung) keinerlei Beschwerden.
Einer 15-jährigen Patientin mit lebensgefährlicher Bluthochdruckkrise musste 7 Tage lang NNP in hoher Dosierung infundiert werden. An den Tagen 1 und 2 erfolgte die Infusion ohne Thiosulfat. Die Cyanid-Konzentrationen im Blut erreichten in dieser Zeit Werte zwischen etwa 100 und 260 µmol/L. Die Patientin hatte in dieser Phase eine gesteigerte Atemfrequenz (Tachypnoe) von 20 bis 30 Atemzügen/min. Sie war jedoch die gesamte Zeit bei klarem Bewusstsein und gab auf ausdrückliches Befragen keine wesentlichen subjektiven Beschwerden an.
Im Rahmen der antihypertensiven Therapie mit NNP wurden auch 10 Fälle von schweren Blausäurevergiftungen dokumentiert, davon 7 mit tödlichem Ausgang. Bei der Mehrzahl der Fälle wurde eine metabolische Azidose (pH im Blutplasma zwischen 6,80 und 7,21) nachgewiesen. Weitere Vergiftungszeichen waren Hyperventilation, starke Kopfschmerzen, Bewusstseinsstörungen, Koma, Krämpfe, starke Herzschmerzen, Herzrhythmusstörungen. Bei 3 tödlichen Fällen wurden die Blausäurespiegel im Blut wie vorgenannt ermittelt. Die Werte betrugen 230, 435 und 524 µmol/L.

## Toxikokinetik
Beim Vergleich vorgenannter Fallberichte fällt auf, wie dicht – gemessen an der Höhe der Blausäurekonzentrationen im Blut – die Bereiche geringgradiger Symptome zu denen mit schwersten Vergiftungszeichen oder sogar tödlichen Ausgängen beieinander liegen. Der Grund dafür liegt in der speziellen Toxikokinetik des Cyanides. Blausäure, die in das Blut gelangt, wird zuerst an Methämoglobin (Met-Hb) gebunden. In diesem „tiefen Kompartiment“ „ruht“ das Cyanid, unschädlich für den Organismus. Der physiologische Anteil von Met-Hb am Gesamthämoglobin beträgt aber maximal 0,5–2 %. Wie aus den vorangehend berichteten Untersuchungen hervorgeht, entspricht das, abhängig von der physiologischen Met-Hb-Menge, einer Kapazität zur „schadlosen“ Bindung von etwa 100–250 µmol Cyanid pro Liter Erythrozytenkonzentrat. Umgerechnet auf das Gesamtvolumen der Erythrozyten eines Erwachsenen sind das etwa 10–20 mg neutral gebundener Blausäure. Erst wenn diese Menge im Körper überschritten wird, tritt die Blausäure in die Gewebe über und blockiert dort die „innere Atmung“. Der Sauerstoff kann nicht mehr von den Zellen aufgenommen werden. Das Blut bleibt dann auch auf venöser Seite hellrot.

## Pharmakologische Entgiftung
Die arzneiliche Behandlung zielt auf die Verstärkung der beiden physiologischen Schutz-Mechanismen, nämlich der Bindung durch das Met-Hb des Blutes und der biochemischen Entgiftung durch das Enzym Rhodanase. Die Erfolgschancen der Therapie werden dadurch begrenzt, dass sich Blausäure in flüssiger oder gasförmiger Form über alle vorgenannten Resorptionswege extrem schnell im Körper ausbreitet; dasselbe gilt auch für geschluckte Alkalicyanide, aus denen in sauren Magensaft sofort HCN freigesetzt wird.
Die physiologische Menge von Met-Hb lässt sich temporär durch die Injektion eines Methämoglobinbildners wie 4-Dimethylaminophenol (4-DMAP) erhöhen. Eine therapeutisch mögliche Steigerung von 1–2 % auf etwa 10 % würde die Met-Hb-Bindungskapazität rechnerisch von maximal 20 mg auf 100 mg HCN, der tödlichen Dosis steigern. Diese Rechnung ginge aber nur dann auf, wenn das zusätzliche Met-Hb bereits zum frühen Zeitpunkt der Vergiftung im Körper wäre. Ist die Blausäure bereits an der Cytochrom-c-Oxidase angekommen – und das dürfte bei schweren Vergiftungen die Regel sein – beginnt dort sofort die Blockade der Sauerstoffaufnahme. Die Ganglienzellen des Gehirns überstehen eine solche Anoxie kaum 15 Minuten, die Muskelzellen des Herzens nur wenig länger. Beide Organe sind aber limitierend für den Ausgang einer Blausäurevergiftung.
In der Praxis wird man beim Verdacht auf eine Blausäurevergiftung sofort Natriumthiosulfat intravenös injizieren; 0,5–1 g als Bolus und weiter 1 g als Dauerinfusion über die nächsten 1–2 Stunden. Damit lässt sich die physiologische Entgiftung um mindestens den Faktor 5 steigern. Sofern der Patient ansprechbar ist und einen intakten Blutkreislauf hat, dürfte das für eine Restitutio ad integrum in der Regel ausreichen. Bei starken Kopfschmerzen, Bewusstseinstrübungen, Koma, starken Herzschmerzen, Herzrhythmusstörungen oder Kreislaufschock, ist zusätzlich zu dem Thiosulfat sofort auch arzneiliches 4-Dimethylaminophenol in der vom Hersteller angegebenen Dosierung zu verabreichen. Der Behandlungserfolg ist dann abhängig vom Zeitpunkt des Behandlungsbeginnes und von der Menge der zugeführten Blausäure.
Über weitere Antidota bei Blausäurevergiftungen wurde berichtet, vor allem über Hydroxycobalamin. Letzteres setzt sich mit Blausäure zu Cyanocobalamin (Vitamin B 12) um. Das molare Bindungsverhältnis ist 1:1, das Molgewicht von Hydroxycobalamin aber 50-fach höher als das der HCN. Um, wie in vorangehendem Rechenbeispiel mit Met-Hb, 100 mg Blausäure aufzufangen, wäre demzufolge eine Infusion von etwa 5 g Hydroxycobalamin (zum Vergleich: handelsübliche Vitamin-B-12-Injektionslösungen enthalten 1–3 mg pro Dosis) erforderlich. Ein entsprechendes Fertigarzneimittel ist in Deutschland als Antidot bei Blausäurevergiftungen seit 2008 zugelassen. Bei schweren Vergiftungen werden jedoch auch mit Hydroxycobalamin die Erfolgschancen durch die Irreversibilität bereits eingetretener hypoxischer Schäden vor allem an Hirn und Herz begrenzt. Bei bloßem Verdacht ohne schwere Vergiftungssymptome (siehe vorangehenden Absatz) sollte überhaupt nicht mit Hydroxycobalamin behandelt werden, weil in solchen Fällen eine kurzzeitige stationäre Beobachtung in Verbindung mit einer intravenösen Applikation von 0,5–1 g Natriumthiosulfat völlig ausreichend sind. Mit Thiosulfat besteht lediglich bei Patienten mit Asthma bronchiale ein Risiko; bei Hydroxycobalamin sind dagegen etwa 30 teilweise schwerwiegende Nebenwirkungen bei insgesamt 11 Organsystemen zu beachten. Im Übrigen kostet (Stand April 2022) eine Ampulle mit 1 g Natriumthiosulfat ca. 5 €, der Infusionskit mit 5 g Hydroxycobalamin dagegen ca. 850 €, was bei haltbarkeitsbedingtem 3-jährigem Wiederkauf für klinische Notfallapotheken durchaus zu Buche schlägt. Die Antidot-Vorsorge für den Fall von Industrieunfällen sollte daneben auch für Massenvergiftungen ausgelegt sein; siehe Explosionskatastrophe von Tianjin 2015. Zum Preis eines einzigen Hydroxycobalamin-Infusionskits können aber 170 Ampullen je 1 g Natriumthiosulfat im Depot vorrätig gehalten werden!
Eine vorbeugende Gift-Gewöhnung (Mithridatisation) ist bei Blausäure nicht möglich. Solche Strategien beruhen – sofern sie überhaupt etwas ändern – wahrscheinlich auf Enzyminduktionen im Körper. Im vorliegenden Falle liegt das entscheidende Enzym Rhodanase aber ohnehin im großen Überschuss vor. Vorsorgliche Depots in Hausapotheken sind auch nicht zu empfehlen, weil alle 3 genannten Antidota bei oraler Einnahme unwirksam sind.